# 제1차 고노에 내각
제1차 고노에 내각(第1次近衛内閣)은 귀족원의장 고노에 후미마로가 제34대 내각총리대신으로 임명되어, 1937년 6월 4일부터 1939년 1월 5일까지 존재한 일본의 내각이다.

## 재직 기간
- 1937년(쇼와 12년) 6월 4일 ~ 1939년(쇼와 14년) 1월 5일
- 재직 일수 : 581일